# Pfarrhaus (Rieden (Dasing))

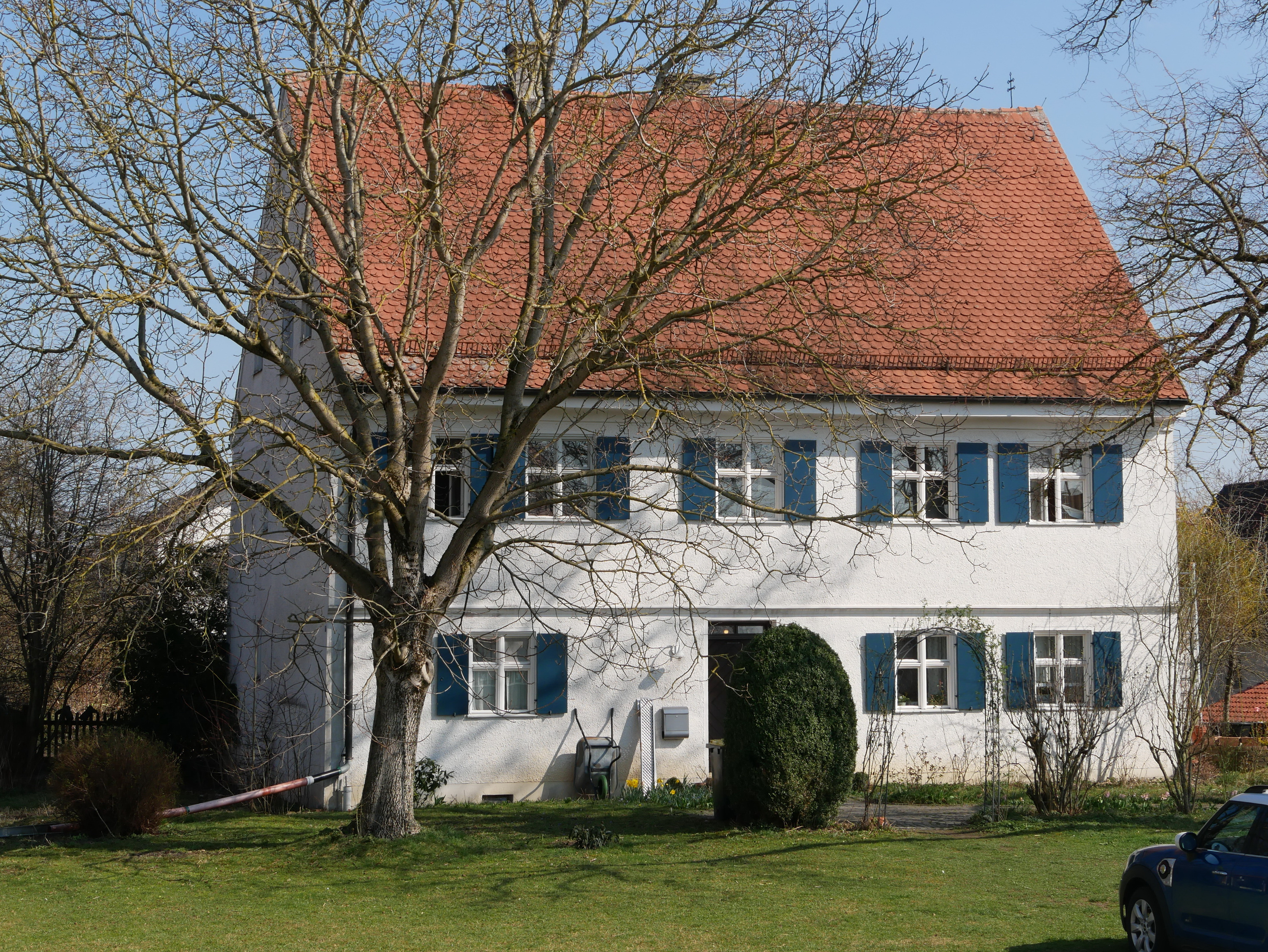
Ehemaliges Pfarrhaus in Rieden

Das Pfarrhaus in Rieden, einem Gemeindeteil von Dasing im schwäbischen Landkreis Aichach-Friedberg, wurde im Kern in der ersten Hälfte des 18. Jahrhunderts errichtet und im 19. Jahrhundert verändert. Das ehemalige Pfarrhaus mit der Adresse Am Pfarrhof 7, auf einer Anhöhe gegenüber der katholischen Pfarrkirche St. Vitus, ist ein geschütztes Baudenkmal.
Der zweigeschossige Satteldachbau hatte mindestens zwei Vorgängerbauten, der letzte fiel im Jahr 1704 einem Brand zum Opfer. 
Die ursprüngliche Raumaufteilung und die originale Treppe ist erhalten. Die Wandmalereien in einem Raum des Obergeschossen stammen vermutlich aus dem 19. Jahrhundert.
Das zugehörige Ökonomiegebäude wurde 1986/87 abgebrochen.